# Úsobí
Úsobí är en köping i Tjeckien.   Den ligger i regionen Vysočina, i den centrala delen av landet, 100 km sydost om huvudstaden Prag. Úsobí ligger 562 meter över havet och antalet invånare är 704.
Terrängen runt Úsobí är lite kuperad. Runt Úsobí är det tätbefolkat, med 297 invånare per kvadratkilometer. Närmaste större samhälle är Jihlava, 14,6 km söder om Úsobí. I omgivningarna runt Úsobí växer i huvudsak blandskog.